# Johan Redelius
Johan Redelius, född 20 juni 1690 i Grebo socken, död 10 juli 1757 i Skeppsås socken, var en svensk kyrkoherde i Skeppsås församling.

## Biografi
Johan Redelius föddes 20 juni 1690 på Redinge i Grebo socken. Han var son till bonden Germund. Redelius studerade i Linköping och blev 1712 student vid Uppsala universitet, Uppsala. Han prästvigdes 26 september 1715 och blev samma år krigspräst vid Östgöta kavalleriregemente, där hade följde regementet ut i fält. Redelius blev 1718 komminister i Hällestads församling och 9 augusti 1738 kyrkoherde genom kunglig fullmakt i Skeppsås församling. Han avled 10 juli 1757 i Skeppsås socken.
Under Redelius tid utfördes en del större arbeten på Skeppsås kyrka. 1748 uppmurades sakristian, 1750 utvidgades kyrkan, samma år sattes läktaren upp och 1756 målades altartavlan och predikstolen.

### Familj
Redelius gifte sig första gången 8 mars 1718 med Catharina Fallerius (1687–1737). Hon var dotter till kyrkoherden i  Veta socken. De fick tillsammans barnen en son (1719–1719), Christina, Johanna Catharina (1722–1726), Helena Maria (1725–1725), Eva Elisabeth (1726–1726), Magnus (1728–1729) och Birgitta Catharina (1731–1731).
Redelius gifte sig andra gången 24 augusti 1740 med Brita Christina Glanberg (1714–1760). Hon var dotter till kronofogden Lars Glanberg i Vreta Klosters socken. De fick tillsammans barnen Johan Lorents (1741–1795), Anna Catharina (1742–1772), Carl Germund (1745–1745) och Birgitta Sophia (1746–1747).